# 인천송월초등학교
인천송월초등학교(仁川松月初等學校)는 대한민국 인천광역시 중구에 있는 초등학교이다.

## 학교 연혁
- 1955.05.02 인천송월국민학교 개교
- 1955.08.01 초대 고희련 교장선생님 취임
- 1962.10.10 학교 이전(12개 교실 신축) - 전동 25번지
- 1978.03.01 북성국민학교 통합(37학급)
- 1996.03.01 인천송월초등학교로 명칭 개명
- 1997.09.01 신축 교사로 이전
- 2008.02.28 시청각실 리모델링 및 전 학급 냉난방공사 완료
- 2009.01.05 영어 체험교실 완공
- 2009.03.01 인천광역시교육청 지정 다문화중심학교 운영
- 2009.03.01 인천광역시교육청 지정 교원능력개발평가 운영
- 2009.05.07 송월글향기(도서관) 개관
- 2009.05.07 야외 생태공원 조성
- 2009.12.31 교수학습방법 개선 우수학교 표창(인천광역시남부교육지원청)
- 2011.08.01 인천광역시교육청 지정 독서토론중심학교 운영
- 2011.09.01 제21대 정승우 교장 취임
- 2011.10.26 2011 진로체험 프로그램 운영교 선정
- 2011.12.29 교육과학기술부 지정 창의ㆍ인성모델학교 선정(2012년~2014년)
- 2012.02.17 늘푸른교실(돌봄교실) 리모델링
- 2012.03.01 인천광역시교육청 지정 창의ㆍ인성모델학교 운영(교육과학기술부 요청)
- 2012.03.01 인천광역시교육청 지정 과학완구활용중심학교 운영
- 2012.07.05 제30회 인천광역시학생과학실험대회 학교 은상
- 2012.07.12 제27회 새얼전국학생백일장대회 최우수학교 선정
- 2012.10.23 2012 인천광역시교육감배 초·중학교 학교스포츠클럽대회 체조 1위/핸드볼 3위
- 2012.12.12 실과실습실 리모델링 완료
- 2012.12.28 2012 전국학교스포츠클럽대회 초등체조부 페이플레이상 문화체육관광부장관 표창
- 2013.02.14 제58회 인천송월초등학교 졸업식(졸업생 105명 / 누계 13,359명)
- 2013.03.01 인천광역시교육청 지정 과학완구활용중심학교 운영
- 2013.03.01 인천광역시교육청 지정 창의ㆍ인성모델학교 운영(교육과학기술부 요청)
- 2013.03.01 초등학교 19학급 편성(특수학급 1학급 포함)
- 2025.05.02 개교 70주년